# Attuatore pneumatico pignone cremagliera
L'attuatore pneumatico pignone cremagliera applica il cinematismo del sistema a cremagliera. È un attuatore pneumatico rotativo progettato per il comando di valvole solitamente a un quarto di giro come valvole a sfera, valvole a farfalla e valvole a maschio.
Il sistema a pignone cremagliera trasforma il moto lineare dei pistoni in moto rotatorio tramite il collegamento del pistone - vedere punto 1 immagine sezionato - (cremagliera) all’albero - vedere punto 2 immagine sezionato - (pignone), che ruota per un arco di 90°, albero che a sua volta viene collegato allo stelo e quindi all’otturatore della valvola.
La coppia torcente erogata risulta costante per la versione doppio effetto e decrescente per la versione con ritorno a molla.
Questa tecnologia permette la realizzazione di attuatori con rotazione superiore ai 90°.
Il meccanismo Pignone Cremagliera è maggiormente indicato per l’azionamento di valvole dove la coppia necessaria è costante o la variazione di essa nelle tre posizioni Apertura, Corsa e Chiusura (Open, Run, Close) è minima.